# Kalkröhrenwürmer

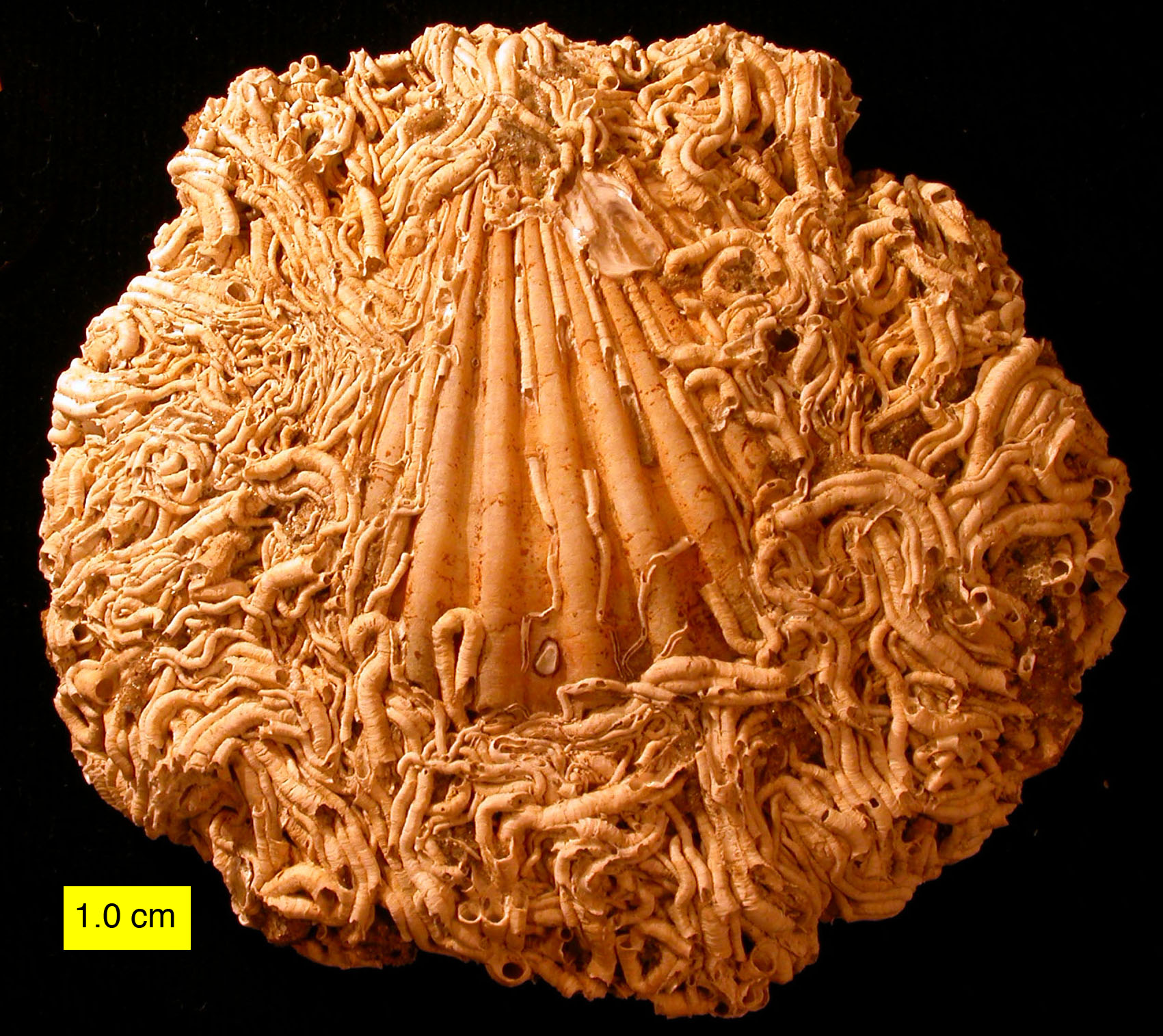
Eine von Wurmröhren überkrustete Kammmuschel.

Die Kalkröhrenwürmer (Serpulidae, eingedeutscht auch „Serpeln“) sind eine Familie, die aus etwa 80 Gattungen besteht. Die Arten bleiben meist kleiner als die der verwandten Federwürmer (Sabellidae). Sie leben sessil in Röhren aus ausgeschiedenem Kalk, die durch einen Deckel (Operculum) aus Horn oder Kalk (siehe zur Beschaffenheit auch Operculum der Schnecken) verschlossen werden können. Das Operculum entstand aus einem umgewandelten Tentakel. Kalkröhrenwürmer leben von winzigen organischen Partikeln und Einzellern, die sie mit ihrer Tentakelkrone aus dem vorbeiströmenden Wasser filtern.

## Merkmale
Die Vielborster der Familie Serpulidae sind am deutlichsten daran zu erkennen, dass sie sowohl eine Tentakelkrone als auch eine Röhre aus Kalk besitzen, worin sie sich von den Sabellidae unterscheiden und weshalb sie den deutschen Namen Kalkröhrenwürmer tragen. Genauso wie die Sabellidae haben sie eine deutliche Unterteilung in die Körperregionen Thorax und Abdomen, was an der umgekehrten Stellung der Borsten und einer Fäkalrinne deutlich wird. Ebenso haben sie gleich den Sabellidae in ihren Segmenten auch ein Paar vorderer Nephridien mit einem einzelnen Ausgang zur Ausscheidung. Die Kalkröhrenwürmer werden je nach Art zwischen 2 mm und über 10 cm lang, wobei die Kalkröhre eine mehrfache Länge des Wurms haben kann. Der Thorax hat 3 bis 12 borstentragende Segmente, letzteres in der Gattung Filograna. Die Anzahl der borstentragenden Segmente des Abdomens liegt zwischen 10 bei einigen kleinen Arten und über 100 bei größeren Arten der Gattungen Laminatubus, Spirobranchus und Protula. Das erste Borstensegment trägt lediglich Notochaeten.
Die Tentakeln (Radiolen) der Kalkröhrenwürmer dienen sowohl dazu, kleine Nahrungspartikel einzufangen und durch Tätigkeit ihrer Cilien dem Mund zuzuführen, als auch als Kiemen der Atmung. Hierzu wird Blut in einzelnen, blind endenden Tentakelgefäßen mit wechselnder Fließrichtung in die Tentakel ein- und ausgepumpt. Von hier fließt das Blut durch das Bauchgefäß zum Körperende und von dort durch den Darmsinus, im Vorderabschnitt durch ein Rückengefäß und ein circumoesophageales Ringgefäß wieder nach vorn. Als Blutfarbstoff dient bei allen diesbezüglich untersuchten Arten im Plasma gelöstes Chlorocruorin, doch hat das rot gefärbte Blut in der Gattung Protula möglicherweise Erythrocruorin. Ein zentrales Herz fehlt; das Blut wird durch Bewegungen von Myoepithelzellen der Blutgefäße transportiert.

## Verbreitung und Beispielarten
Im Atlantik, Mittelmeer, Nord- und westliche Ostsee lebt der Dreikantwurm (Pomatoceros triqueter). Ebenfalls in heimischen Gewässern, sowie im Atlantik, Arktischen Meer, dem Nordpazifik, im flachen Wasser, aber auch in Tiefen bis 5000 Meter lebt der Posthörnchenwurm (Spirorbis spirorbis). Im tropischen Indopazifik lebt der Weihnachtsbaumwurm (Spirobranchus giganteus) in Steinkorallenkolonien der Gattung Porites. Eine weltweite Verbreitung hat der Bunte Kalkröhrenwurm (Serpula vermicularis).
Kalkröhrenwürmer treten im Golf von Mexiko, an der Küste Texas bei Baffin Bay, in großen Massen auf und bilden ein Serpulidenriff und bei Bermuda Serpulidenatolle mit Durchmessern bis 30 Meter.

## Fossilien
Die kalkigen Röhren der Serpuliden sind fossil gut erhaltungsfähig. Es gibt sie seit der mittleren Trias vor etwa 240 Millionen Jahren. Sie hatten in der Vergangenheit eine größere Bedeutung als Riffbildner als heute.

## Gattungen
- Amplaria Knight-Jones, 1973
- Anomalorbis Vine, 1972
- Apomatus Philippi, 1844
- Bushiella Knight-Jones, 1973
- Capeospira Pillai, 1970
- Chitinopoma Levinsen, 1884
- Circeis Saint-Joseph, 1894
- Crucigera Benedict, 1887
- Dexiospira Caullery & Mesnil, 1897
- Dextralia Knight-Jones, 1973
- Ditrupa Berkeley, 1835
- Eulaeospira Pillai, 1970
- Ficopomatus Sauthern, 1921
- Filograna Oken, 1815
- Filogranella Ben-Eliahu & Dafni, 1979
- Filogranula Langerhans, 1884
- Galeolaria Lamarck, J.B. de (1818)
- Hyalopotamus Marenzeller, 1878
- Hydroides Gunnerus, 1768
- Janua Saint-Joseph, 1894
- Josephella Caullery & Mesnil, 1896
- Laminatubus ten Hove & Zibrowius, 1986[2][3][4]
- Leodora Saint-Joseph, 1894
- Metavermilia Bush, 1904
- Neodexiospira Pillai, 1970
- Neovermila Day, 1961
- Nidificaria Knight-Jones, 1984 [5]
- Paradexiospira Caullery & Mesnil, 1897
- Paralaeospira Caullery & Mesnil, 1897
- Pileolaria Claparede, 1870
- Placostegus Philippi, 1844
- Pomatoceros Philippi, 1844
- Pomatoleios Pixell, 1912
- Pomatostegus Schmarda, 1861
- Protolaeospira Pixell, 1912
- Protula Risso, 1826
- Pseudochitinopoma Zibrowius, 1969
- Pseudovermilia Bush, 1907
- Salmacina Claparede, 1870
- Semivermila Imajima, 1978
- Serpula Linnaeus, 1767
- Simplicaria Knight-Jones, 1973
- Spirobranchus Blainville, 1818
- Spirorbis Daudin, 1800
- Vermiliopsis Saint-Joseph, 1894
- Vinearia Knight-Jones, 1984 [6]